# ديميتريوس بيلكاس
ديميتريوس بيلكاس (مواليد 26 أكتوبر 1993) هو لاعب كرة قدم يوناني يلعب في مركز الوسط المهاجم في نادي فنربخشة.

## روابط خارجية
- ديميتريوس بيلكاس على موقع الاتحاد الأوربي (الإنجليزية)
- ديميتريوس بيلكاس على موقع اتحاد تركيا (لاعب) (الإنجليزية)
- ديميتريوس بيلكاس على موقع إي إس بي إن إف سي (الإنجليزية)
- ديميتريوس بيلكاس على موقع قاعدة بيانات كرة القدم.إي يو (الإنجليزية)
- ديميتريوس بيلكاس على موقع ناشيونال فوتبول تيمز (الإنجليزية)
- ديميتريوس بيلكاس على موقع Soccerbase.com (لاعب) (الإنجليزية)
- ديميتريوس بيلكاس على موقع Soccerway.com (الإنجليزية)
- ديميتريوس بيلكاس على موقع عالم كرة القدم.نت (الإنجليزية)
- ديميتريوس بيلكاس على موقع AS.com (الإسبانية)